# Manbuta sobria
Manbuta sobria là một loài bướm đêm trong họ Erebidae.